# Lisa Zimmermann
Pour les articles homonymes, voir Zimmermann.
Lisa Zimmermann, née le 2 mars 1996 à Nuremberg, est une skieuse acrobatique allemande spécialisée dans les épreuves de slopestyle. Elle participe aux Jeux olympiques d'hiver de 2014. Elle remporte le titre mondial 2015 de slopestyle.

## Palmarès

### Jeux olympiques
| Édition/Discipline | Slopestyle |
| JO 2014            | 14e        |

### Championnats du monde
| Édition/Discipline | Slopestyle |
| Mondiaux 2013      | 17e        |
| Mondiaux 2015      | Or         |

### Coupe du monde
- Meilleur classement général : 8e en 2014.
- 1 petit globe de cristal :
  - Vainqueur du classement slopestyle en  2014.
- 7 podiums dont 4 victoires.

#### Podiums
| Date            | Lieu       | Place | Discipline |
| 25 août 2013    | Cardrona   | 3e    | Slopestyle |
| 18 janvier 2014 | Gstaad     | 1re   | Slopestyle |
| 22 mars 2014    | Silvaplana | 1re   | Slopestyle |